# 3. Liga 2024-25
La temporada 2024-25 de la 3. Liga correspondió a la 17.ª edición de la Tercera División de Alemania. La fase regular comenzó a disputarse el 2 de agosto de 2024 y terminó el 17 de mayo de 2025.

## Sistema de competición
Participaron en la 3. Liga 20 clubes que, siguiendo un calendario establecido por sorteo, se enfrentaron entre sí en dos partidos, uno en terreno propio y otro en campo contrario. El ganador de cada partido obtuvo tres puntos, el empate otorgó un punto y la derrota, cero puntos.
El torneo se disputó entre los meses de agosto de 2024 y mayo de 2025. Al término de la temporada, los dos primeros clasificados ascendieron a la 2. Bundesliga, y el tercer clasificado disputó su ascenso con el antepenúltimo clasificado de la 2. Bundesliga. Los cuatro últimos descendieron a la Regionalliga.

## Relevo anual de clubes
| Pos  | Descendidos de la 2. Bundesliga |
| ---- | ------------------------------- |
| 16.º | Wehen Wiesbaden                 |
| 17.º | Hansa Rostock                   |
| 18.º | Osnabrück                       |

| Pos | Ascendidos de la 3. Liga |
| --- | ------------------------ |
| 1.º | Ulm                      |
| 2.º | Preußen Münster          |
| 3.º | Jahn Ratisbona           |

| Pos  | Descendidos de la 3. Liga |
| ---- | ------------------------- |
| 17.° | Hallescher                |
| 18.° | Duisburgo                 |
| 19.° | Lübeck                    |
| 20.° | Friburgo II               |

| Pos     | Ascendidos de la Regionalliga |
| ------- | ----------------------------- |
| Südwest | Stuttgart II                  |
| Nordost | Energie Cottbus               |
| West    | Alemannia Aachen              |
| Prom.   | Hannover 96 II                |

## Clubes participantes
| Club                 | Ciudad          | Estadio                      | Aforo  |
| -------------------- | --------------- | ---------------------------- | ------ |
| Alemannia Aachen     | Aquisgrán       | New Tivoli Stadion           | 32 960 |
| Arminia Bielefeld    | Bielefeld       | SchücoArena                  | 27 332 |
| FC Erzgebirge Aue    | Aue-Bad Schlema | Sparkassen-Erzgebirgsstadion | 16 485 |
| Borussia Dortmund II | Dortmund        | Stadion Rote Erde            | 9999   |
| Dinamo Dresde        | Dresde          | Rudolf-Harbig-Stadion        | 32 249 |
| Energie Cottbus      | Cottbus         | LEAG Energie Stadion         | 22 528 |
| Rot-Weiss Essen      | Essen           | Stadion Essen                | 19 962 |
| Hannover 96 II       | Hannover        | Heinz-von-Heide-Arena        | 49 000 |
| Hansa Rostock        | Rostock         | Ostseestadion                | 29 000 |
| FC Ingolstadt 04     | Ingolstadt      | Audi Sportpark               | 15 200 |
| TSV 1860 Múnich      | Múnich          | Grünwalder Stadion           | 15 000 |
| Osnabrück            | Osnabrück       | Stadion an der Bremer Brücke | 15 741 |
| FC Saarbrücken       | Saarbrücken     | Ludwigsparkstadion           | 16 000 |
| SV Sandhausen        | Sandhausen      | BWT-Stadion am Hardtwald     | 15 414 |
| VfB Stuttgart II     | Stuttgart       | WIRmachenDRUCK Arena         | 10 000 |
| SpVgg Unterhaching   | Unterhaching    | Uhlsport Park                | 15 053 |
| SC Verl              | Verl            | Sportclub Arena              | 10 000 |
| Viktoria Colonia     | Colonia         | Sportpark Höhenberg          | 8343   |
| Waldhof Mannheim     | Mannheim        | Carl-Benz-Stadion            | 24 302 |
| Wehen Wiesbaden      | Wiesbaden       | BRITA-Arena                  | 15 295 |

1. ↑  Hannover 96 II tuvo como sede alterna para varios de sus partidos en casa el Eilenriedestadion con capacidad para 2500 espectadores.
2. ↑  SC Verl tuvo como sede alterna para algunos de sus partidos en casa el Home Deluxe Arena de Paderborn.[3]

### Equipos por estados federados
| Región                      | N.º | Equipos                                                                                             |
| --------------------------- | --- | --------------------------------------------------------------------------------------------------- |
| Renania del Norte-Westfalia | 6   | Alemannia Aachen, Arminia Bielefeld, Borussia Dortmund II, Rot-Weiss Essen, Verl y Viktoria Colonia |
| Baviera                     | 3   | 1860 Múnich, Ingolstadt 04 y Unterhaching                                                           |
| Baden-Wurtemberg            | 3   | Sandhausen, Stuttgart II y Waldhof Mannheim                                                         |
| Baja Sajonia                | 2   | Hannover 96 II y Osnabrück                                                                          |
| Sajonia                     | 2   | Dinamo Dresde y Erzgebirge Aue                                                                      |
| Brandeburgo                 | 1   | Energie Cottbus                                                                                     |
| Hesse                       | 1   | Wehen Wiesbaden                                                                                     |
| Mecklemburgo-Pomerania      | 1   | Hansa Rostock                                                                                       |
| Sarre                       | 1   | Saarbrücken                                                                                         |

## Clasificación
| Pos. | Equipo                   | Pts. | PJ | G  | E  | P  | GF | GC | Dif. | Clasificación 2025-26                |
| ---- | ------------------------ | ---- | -- | -- | -- | -- | -- | -- | ---- | ------------------------------------ |
| 1    | Arminia Bielefeld (C, A) | 72   | 38 | 21 | 9  | 8  | 64 | 36 | +28  | Ascendidos a 2. Bundesliga           |
| 2    | Dinamo Dresde (A)        | 70   | 38 | 20 | 10 | 8  | 71 | 40 | +31  | Ascendidos a 2. Bundesliga           |
| 3    | Saarbrücken              | 65   | 38 | 18 | 11 | 9  | 59 | 47 | +12  | Promoción de ascenso a 2. Bundesliga |
| 4    | Energie Cottbus          | 62   | 38 | 18 | 8  | 12 | 64 | 54 | +10  |                                      |
| 5    | Hansa Rostock            | 60   | 38 | 18 | 6  | 14 | 54 | 46 | +8   |                                      |
| 6    | Viktoria Colonia         | 59   | 38 | 18 | 5  | 15 | 59 | 48 | +11  |                                      |
| 7    | Verl                     | 57   | 38 | 15 | 12 | 11 | 62 | 55 | +7   |                                      |
| 8    | Rot-Weiss Essen          | 56   | 38 | 16 | 8  | 14 | 55 | 54 | +1   |                                      |
| 9    | Wehen Wiesbaden          | 55   | 38 | 15 | 10 | 13 | 59 | 60 | −1   |                                      |
| 10   | Ingolstadt 04            | 54   | 38 | 14 | 12 | 12 | 72 | 63 | +9   |                                      |
| 11   | 1860 Múnich              | 53   | 38 | 15 | 8  | 15 | 57 | 61 | −4   |                                      |
| 12   | Alemannia Aachen         | 50   | 38 | 12 | 14 | 12 | 44 | 44 | 0    |                                      |
| 13   | Erzgebirge Aue           | 50   | 38 | 15 | 5  | 18 | 52 | 65 | −13  |                                      |
| 14   | Osnabrück                | 48   | 38 | 13 | 9  | 16 | 46 | 55 | −9   |                                      |
| 15   | Stuttgart II             | 47   | 38 | 12 | 11 | 15 | 49 | 59 | −10  |                                      |
| 16   | Waldhof Mannheim         | 46   | 38 | 11 | 13 | 14 | 43 | 45 | −2   |                                      |
| 17   | Borussia Dortmund II (D) | 43   | 38 | 11 | 10 | 17 | 53 | 60 | −7   | Descendidos a Regionalliga           |
| 18   | Hannover 96 II (D)       | 37   | 38 | 9  | 10 | 19 | 51 | 70 | −19  | Descendidos a Regionalliga           |
| 19   | Sandhausen (D)           | 35   | 38 | 9  | 8  | 21 | 49 | 69 | −20  | Descendidos a Regionalliga           |
| 20   | Unterhaching (D)         | 25   | 38 | 4  | 13 | 21 | 40 | 72 | −32  | Descendidos a Regionalliga           |

 Fuente: Soccerway
Criterios de clasificación: 1) Puntos; 2) Diferencia de goles; 3) Goles marcados
Notas:
1. 1 2 3  Los equipos filiales no fueron elegibles para el ascenso.

## Evolución de la clasificación
- Actualizado el 17 de mayo de 2025.

| Equipo               | 01 | 02 | 03 | 04 | 05 | 06 | 07 | 08 | 09 | 10 | 11 | 12 | 13 | 14 | 15 | 16 | 17 | 18 | 19 | 20 | 21 | 22 | 23 | 24 | 25 | 26 | 27 | 28 | 29 | 30 | 31 | 32 | 33 | 34 | 35 | 36 | 37 | 38 |
| -------------------- | -- | -- | -- | -- | -- | -- | -- | -- | -- | -- | -- | -- | -- | -- | -- | -- | -- | -- | -- | -- | -- | -- | -- | -- | -- | -- | -- | -- | -- | -- | -- | -- | -- | -- | -- | -- | -- | -- |
| Arminia Bielefeld    | 3  | 3  | 2  | 5  | 4  | 6  | 9  | 7  | 7  | 3  | 2  | 3  | 2  | 2  | 4  | 3  | 4  | 4  | 4  | 7  | 6  | 6  | 8  | 6  | 4  | 4  | 4  | 4  | 4  | 4  | 3  | 2  | 2  | 2  | 2  | 2  | 1  | 1  |
| Dinamo Dresde        | 4  | 1  | 4  | 3  | 1  | 2  | 1  | 1  | 2  | 2  | 6  | 4  | 4  | 3  | 3  | 2  | 2  | 2  | 1  | 2  | 2  | 2  | 2  | 2  | 2  | 1  | 1  | 1  | 1  | 1  | 1  | 1  | 1  | 1  | 1  | 1  | 2  | 2  |
| Saarbrücken          | 8  | 12 | 14 | 9  | 9  | 7  | 4  | 8  | 8  | 5  | 4  | 5  | 5  | 4  | 5  | 4  | 3  | 3  | 3  | 3  | 3  | 3  | 3  | 3  | 3  | 3  | 2  | 2  | 3  | 3  | 4  | 4  | 3  | 4  | 4  | 3  | 4  | 3  |
| Energie Cottbus      | 13 | 17 | 15 | 16 | 11 | 8  | 5  | 4  | 4  | 4  | 3  | 1  | 1  | 5  | 1  | 1  | 1  | 1  | 2  | 1  | 1  | 1  | 1  | 1  | 1  | 2  | 3  | 3  | 2  | 2  | 2  | 3  | 4  | 3  | 3  | 4  | 3  | 4  |
| Hansa Rostock        | 11 | 15 | 18 | 19 | 18 | 19 | 15 | 17 | 14 | 17 | 18 | 15 | 14 | 15 | 13 | 9  | 8  | 12 | 8  | 6  | 8  | 7  | 7  | 8  | 7  | 7  | 6  | 5  | 7  | 7  | 8  | 8  | 6  | 6  | 5  | 5  | 5  | 5  |
| Viktoria Colonia     | 16 | 11 | 3  | 2  | 6  | 4  | 6  | 5  | 6  | 8  | 7  | 8  | 7  | 9  | 11 | 13 | 10 | 8  | 6  | 4  | 4  | 5  | 5  | 5  | 5  | 6  | 7  | 6  | 6  | 8  | 7  | 6  | 7  | 8  | 6  | 6  | 6  | 6  |
| Verl                 | 9  | 14 | 12 | 7  | 13 | 14 | 18 | 19 | 17 | 18 | 14 | 13 | 16 | 14 | 15 | 11 | 14 | 11 | 12 | 9  | 7  | 9  | 6  | 7  | 8  | 8  | 8  | 7  | 8  | 6  | 6  | 7  | 8  | 9  | 7  | 7  | 8  | 7  |
| Rot-Weiss Essen      | 15 | 9  | 10 | 15 | 17 | 18 | 12 | 16 | 12 | 14 | 16 | 17 | 15 | 16 | 16 | 17 | 18 | 18 | 18 | 19 | 18 | 16 | 16 | 16 | 14 | 12 | 11 | 11 | 13 | 15 | 13 | 10 | 10 | 10 | 10 | 8  | 7  | 8  |
| Wehen Wiesbaden      | 10 | 7  | 8  | 4  | 3  | 5  | 7  | 6  | 3  | 6  | 5  | 6  | 6  | 7  | 7  | 6  | 6  | 7  | 9  | 12 | 9  | 8  | 9  | 9  | 9  | 9  | 9  | 9  | 9  | 9  | 10 | 12 | 13 | 11 | 12 | 11 | 9  | 9  |
| Ingolstadt 04        | 6  | 10 | 5  | 8  | 12 | 12 | 16 | 11 | 11 | 13 | 13 | 11 | 12 | 8  | 6  | 7  | 7  | 5  | 5  | 5  | 5  | 4  | 4  | 4  | 6  | 5  | 5  | 8  | 5  | 5  | 5  | 5  | 5  | 5  | 8  | 9  | 11 | 10 |
| 1860 Múnich          | 18 | 19 | 20 | 18 | 19 | 15 | 10 | 9  | 9  | 11 | 12 | 14 | 13 | 10 | 10 | 12 | 9  | 13 | 14 | 14 | 14 | 14 | 14 | 14 | 16 | 14 | 12 | 12 | 11 | 12 | 11 | 9  | 9  | 7  | 9  | 10 | 10 | 11 |
| Alemannia Aachen     | 2  | 6  | 11 | 13 | 8  | 13 | 13 | 13 | 15 | 10 | 8  | 9  | 9  | 12 | 14 | 15 | 11 | 14 | 13 | 11 | 12 | 12 | 12 | 13 | 13 | 16 | 16 | 15 | 12 | 10 | 12 | 13 | 11 | 14 | 11 | 14 | 12 | 12 |
| Erzgebirge Aue       | 5  | 2  | 1  | 1  | 2  | 3  | 3  | 3  | 5  | 7  | 9  | 7  | 8  | 6  | 8  | 8  | 12 | 9  | 7  | 10 | 10 | 10 | 11 | 12 | 10 | 10 | 10 | 10 | 10 | 11 | 9  | 11 | 14 | 12 | 13 | 12 | 13 | 13 |
| Osnabrück            | 19 | 20 | 13 | 14 | 15 | 16 | 19 | 20 | 20 | 20 | 20 | 20 | 20 | 20 | 20 | 20 | 20 | 20 | 19 | 18 | 19 | 18 | 15 | 15 | 15 | 13 | 15 | 13 | 16 | 13 | 14 | 15 | 15 | 13 | 14 | 13 | 14 | 14 |
| Stuttgart II         | 12 | 5  | 7  | 12 | 7  | 11 | 8  | 10 | 13 | 16 | 15 | 16 | 18 | 17 | 17 | 16 | 16 | 16 | 16 | 17 | 16 | 19 | 17 | 18 | 17 | 18 | 17 | 18 | 17 | 16 | 17 | 17 | 17 | 17 | 17 | 17 | 16 | 15 |
| Waldhof Mannheim     | 17 | 16 | 19 | 20 | 20 | 17 | 17 | 12 | 16 | 12 | 10 | 10 | 11 | 13 | 12 | 14 | 15 | 15 | 15 | 15 | 15 | 15 | 18 | 17 | 18 | 17 | 18 | 16 | 14 | 14 | 15 | 16 | 16 | 16 | 16 | 15 | 15 | 16 |
| Borussia Dortmund II | 1  | 8  | 9  | 11 | 14 | 9  | 11 | 15 | 10 | 9  | 11 | 12 | 10 | 11 | 9  | 10 | 13 | 10 | 11 | 8  | 11 | 11 | 13 | 10 | 11 | 11 | 13 | 14 | 15 | 17 | 16 | 14 | 12 | 15 | 15 | 16 | 17 | 17 |
| Hannover 96 II       | 14 | 18 | 16 | 17 | 16 | 20 | 20 | 18 | 19 | 15 | 17 | 18 | 17 | 18 | 19 | 18 | 17 | 17 | 17 | 16 | 17 | 17 | 19 | 19 | 19 | 19 | 19 | 19 | 19 | 19 | 19 | 19 | 19 | 19 | 18 | 18 | 19 | 18 |
| Sandhausen           | 7  | 4  | 6  | 6  | 5  | 1  | 2  | 2  | 1  | 1  | 1  | 2  | 3  | 1  | 2  | 5  | 5  | 6  | 10 | 13 | 13 | 13 | 10 | 11 | 12 | 15 | 14 | 17 | 18 | 18 | 18 | 18 | 18 | 18 | 19 | 19 | 18 | 19 |
| Unterhaching         | 20 | 13 | 17 | 10 | 10 | 10 | 14 | 14 | 18 | 19 | 19 | 19 | 19 | 19 | 18 | 19 | 19 | 19 | 20 | 20 | 20 | 20 | 20 | 20 | 20 | 20 | 20 | 20 | 20 | 20 | 20 | 20 | 20 | 20 | 20 | 20 | 20 | 20 |

| 1. |

## Resultados
- Los horarios corresponden al huso horario de Alemania (Hora central europea): UTC+1 en horario estándar y UTC+2 en horario de verano.

### Primera vuelta
| Jornada 1            | Jornada 1 | Jornada 1         | Jornada 1                  | Jornada 1   | Jornada 1 |
| Local                | Resultado | Visitante         | Estadio                    | Fecha       | Hora      |
| -------------------- | --------- | ----------------- | -------------------------- | ----------- | --------- |
| 1860 Múnich          | 0 - 1     | Saarbrücken       | Grünwalder Stadion         | 2 de agosto | 19:00     |
| Rot-Weiss Essen      | 1 - 2     | Alemannia Aachen  | Stadion an der Hafenstraße | 3 de agosto | 14:00     |
| Erzgebirge Aue       | 2 - 1     | Hannover 96 II    | Erzgebirgsstadion          | 3 de agosto | 14:00     |
| Borussia Dortmund II | 3 - 0     | Unterhaching      | Stadion Rote Erde          | 3 de agosto | 14:00     |
| Verl                 | 2 - 2     | Wehen Wiesbaden   | Sportclub Arena            | 3 de agosto | 14:00     |
| Sandhausen           | 1 - 0     | Osnabrück         | GP Stadion am Hardtwald    | 3 de agosto | 14:00     |
| Hansa Rostock        | 1 - 1     | Stuttgart II      | Ostseestadion              | 3 de agosto | 16:30     |
| Viktoria Colonia     | 1 - 2     | Dinamo Dresde     | Sportpark Höhenberg        | 4 de agosto | 13:30     |
| Energie Cottbus      | 1 - 2     | Arminia Bielefeld | LEAG Energie Stadion       | 4 de agosto | 16:30     |
| Ingolstadt 04        | 2 - 1     | Waldhof Mannheim  | Audi Sportpark             | 4 de agosto | 19:30     |

| Jornada 2         | Jornada 2 | Jornada 2            | Jornada 2             | Jornada 2    | Jornada 2 |
| Local             | Resultado | Visitante            | Estadio               | Fecha        | Hora      |
| ----------------- | --------- | -------------------- | --------------------- | ------------ | --------- |
| Dinamo Dresde     | 4 - 2     | Energie Cottbus      | Rudolf-Harbig-Stadion | 9 de agosto  | 19:00     |
| Unterhaching      | 2 - 1     | Ingolstadt 04        | Uhlsport Park         | 10 de agosto | 14:00     |
| Wehen Wiesbaden   | 1 - 0     | Hansa Rostock        | BRITA-Arena           | 10 de agosto | 14:00     |
| Waldhof Mannheim  | 1 - 2     | Viktoria Colonia     | Carl-Benz-Stadion     | 10 de agosto | 14:00     |
| Osnabrück         | 0 - 2     | Erzgebirge Aue       | Bremer Brücke         | 10 de agosto | 14:00     |
| Alemannia Aachen  | 1 - 1     | Verl                 | New Tivoli Stadion    | 10 de agosto | 14:00     |
| Arminia Bielefeld | 1 - 0     | Borussia Dortmund II | SchücoArena           | 10 de agosto | 16:30     |
| Hannover 96 II    | 1 - 3     | Rot-Weiss Essen      | Heinz-von-Heide-Arena | 11 de agosto | 13:30     |
| Stuttgart II      | 3 - 1     | 1860 Múnich          | WIRmachenDRUCK Arena  | 11 de agosto | 16:30     |
| Saarbrücken       | 0 - 1     | Sandhausen           | Ludwigsparkstadion    | 11 de agosto | 19:30     |

| Jornada 3       | Jornada 3 | Jornada 3            | Jornada 3                  | Jornada 3    | Jornada 3 |
| Local           | Resultado | Visitante            | Estadio                    | Fecha        | Hora      |
| --------------- | --------- | -------------------- | -------------------------- | ------------ | --------- |
| Erzgebirge Aue  | 2 - 0     | Dinamo Dresde        | Erzgebirgsstadion          | 23 de agosto | 19:00     |
| Osnabrück       | 4 - 2     | Unterhaching         | Bremer Brücke              | 24 de agosto | 14:00     |
| Hansa Rostock   | 1 - 1     | Borussia Dortmund II | Ostseestadion              | 24 de agosto | 14:00     |
| Rot-Weiss Essen | 0 - 0     | Arminia Bielefeld    | Stadion an der Hafenstraße | 24 de agosto | 14:00     |
| Saarbrücken     | 2 - 3     | Ingolstadt 04        | Ludwigsparkstadion         | 24 de agosto | 14:00     |
| Sandhausen      | 0 - 1     | Hannover 96 II       | GP Stadion am Hardtwald    | 24 de agosto | 14:00     |
| Energie Cottbus | 2 - 1     | Alemannia Aachen     | LEAG Energie Stadion       | 24 de agosto | 16:30     |
| 1860 Múnich     | 1 - 3     | Viktoria Colonia     | Grünwalder Stadion         | 25 de agosto | 13:30     |
| Verl            | 1 - 1     | Waldhof Mannheim     | Sportclub Arena            | 25 de agosto | 16:30     |
| Stuttgart II    | 2 - 2     | Wehen Wiesbaden      | WIRmachenDRUCK Arena       | 25 de agosto | 19:30     |

| Jornada 4            | Jornada 4 | Jornada 4       | Jornada 4             | Jornada 4       | Jornada 4 |
| Local                | Resultado | Visitante       | Estadio               | Fecha           | Hora      |
| -------------------- | --------- | --------------- | --------------------- | --------------- | --------- |
| Viktoria Colonia     | 3 - 0     | Hansa Rostock   | Sportpark Höhenberg   | 30 de agosto    | 19:00     |
| Alemannia Aachen     | 1 - 2     | Erzgebirge Aue  | New Tivoli Stadion    | 31 de agosto    | 14:00     |
| Waldhof Mannheim     | 0 - 1     | Saarbrücken     | Carl-Benz-Stadion     | 31 de agosto    | 14:00     |
| Dinamo Dresde        | 2 - 0     | Stuttgart II    | Rudolf-Harbig-Stadion | 31 de agosto    | 14:00     |
| Arminia Bielefeld    | 1 - 1     | Sandhausen      | SchücoArena           | 31 de agosto    | 14:00     |
| Ingolstadt 04        | 1 - 2     | 1860 Múnich     | Audi Sportpark        | 31 de agosto    | 14:00     |
| Borussia Dortmund II | 1 - 1     | Osnabrück       | Stadion Rote Erde     | 31 de agosto    | 16:30     |
| Wehen Wiesbaden      | 2 - 1     | Energie Cottbus | BRITA-Arena           | 1 de septiembre | 13:30     |
| Unterhaching         | 2 - 0     | Rot-Weiss Essen | Uhlsport Park         | 1 de septiembre | 16:30     |
| Hannover 96 II       | 1 - 2     | Verl            | Heinz-von-Heide-Arena | 1 de septiembre | 19:30     |

| Jornada 5        | Jornada 5 | Jornada 5            | Jornada 5                  | Jornada 5        | Jornada 5 |
| Local            | Resultado | Visitante            | Estadio                    | Fecha            | Hora      |
| ---------------- | --------- | -------------------- | -------------------------- | ---------------- | --------- |
| Sandhausen       | 3 - 1     | Borussia Dortmund II | GP Stadion am Hardtwald    | 13 de septiembre | 19:00     |
| Hansa Rostock    | 1 - 1     | Waldhof Mannheim     | Ostseestadion              | 14 de septiembre | 14:00     |
| Stuttgart II     | 3 - 2     | Ingolstadt 04        | WIRmachenDRUCK Arena       | 14 de septiembre | 14:00     |
| Rot-Weiss Essen  | 0 - 3     | Wehen Wiesbaden      | Stadion an der Hafenstraße | 14 de septiembre | 14:00     |
| 1860 Múnich      | 2 - 3     | Dinamo Dresde        | Grünwalder Stadion         | 14 de septiembre | 14:00     |
| Saarbrücken      | 1 - 1     | Unterhaching         | Ludwigsparkstadion         | 14 de septiembre | 14:00     |
| Osnabrück        | 1 - 1     | Hannover 96 II       | Bremer Brücke              | 14 de septiembre | 16:30     |
| Erzgebirge Aue   | 1 - 3     | Arminia Bielefeld    | Erzgebirgsstadion          | 15 de septiembre | 13:30     |
| Verl             | 0 - 3     | Energie Cottbus      | Sportclub Arena            | 15 de septiembre | 16:30     |
| Alemannia Aachen | 1 - 0     | Viktoria Colonia     | New Tivoli Stadion         | 15 de septiembre | 19:30     |

| Jornada 6            | Jornada 6 | Jornada 6        | Jornada 6             | Jornada 6        | Jornada 6 |
| Local                | Resultado | Visitante        | Estadio               | Fecha            | Hora      |
| -------------------- | --------- | ---------------- | --------------------- | ---------------- | --------- |
| Unterhaching         | 2 - 2     | Erzgebirge Aue   | Uhlsport Park         | 20 de septiembre | 19:00     |
| Waldhof Mannheim     | 3 - 2     | Osnabrück        | Carl-Benz-Stadion     | 21 de septiembre | 14:00     |
| Ingolstadt 04        | 2 - 2     | Rot-Weiss Essen  | Audi Sportpark        | 21 de septiembre | 14:00     |
| Energie Cottbus      | 4 - 0     | Stuttgart II     | LEAG Energie Stadion  | 21 de septiembre | 14:00     |
| Wehen Wiesbaden      | 1 - 3     | Sandhausen       | BRITA-Arena           | 21 de septiembre | 14:00     |
| Dinamo Dresde        | 1 - 1     | Hansa Rostock    | Rudolf-Harbig-Stadion | 21 de septiembre | 14:00     |
| Arminia Bielefeld    | 0 - 1     | 1860 Múnich      | SchücoArena           | 21 de septiembre | 16:30     |
| Hannover 96 II       | 1 - 3     | Saarbrücken      | Heinz-von-Heide-Arena | 22 de septiembre | 13:30     |
| Viktoria Colonia     | 2 - 1     | Verl             | Sportpark Höhenberg   | 22 de septiembre | 16:30     |
| Borussia Dortmund II | 3 - 0     | Alemannia Aachen | Stadion Rote Erde     | 22 de septiembre | 19:30     |

| Jornada 7        | Jornada 7 | Jornada 7            | Jornada 7                  | Jornada 7        | Jornada 7 |
| Local            | Resultado | Visitante            | Estadio                    | Fecha            | Hora      |
| ---------------- | --------- | -------------------- | -------------------------- | ---------------- | --------- |
| Hansa Rostock    | 4 - 1     | Unterhaching         | Ostseestadion              | 24 de septiembre | 19:00     |
| Stuttgart II     | 3 - 0     | Arminia Bielefeld    | WIRmachenDRUCK Arena       | 24 de septiembre | 19:00     |
| Erzgebirge Aue   | 2 - 1     | Wehen Wiesbaden      | Erzgebirgsstadion          | 24 de septiembre | 19:00     |
| Sandhausen       | 4 - 3     | Ingolstadt 04        | GP Stadion am Hardtwald    | 24 de septiembre | 19:00     |
| Osnabrück        | 2 - 5     | Energie Cottbus      | Bremer Brücke              | 24 de septiembre | 19:00     |
| 1860 Múnich      | 1 - 0     | Hannover 96 II       | Grünwalder Stadion         | 25 de septiembre | 19:00     |
| Verl             | 0 - 3     | Dinamo Dresde        | Sportclub Arena            | 25 de septiembre | 19:00     |
| Alemannia Aachen | 0 - 0     | Waldhof Mannheim     | New Tivoli Stadion         | 25 de septiembre | 19:00     |
| Rot-Weiss Essen  | 3 - 1     | Borussia Dortmund II | Stadion an der Hafenstraße | 25 de septiembre | 19:00     |
| Saarbrücken      | 1 - 0     | Viktoria Colonia     | Ludwigsparkstadion         | 25 de septiembre | 19:00     |

| Jornada 8            | Jornada 8 | Jornada 8        | Jornada 8             | Jornada 8        | Jornada 8 |
| Local                | Resultado | Visitante        | Estadio               | Fecha            | Hora      |
| -------------------- | --------- | ---------------- | --------------------- | ---------------- | --------- |
| Unterhaching         | 0 - 0     | Sandhausen       | Uhlsport Park         | 27 de septiembre | 19:00     |
| Waldhof Mannheim     | 1 - 0     | Rot-Weiss Essen  | Carl-Benz-Stadion     | 28 de septiembre | 14:00     |
| Viktoria Colonia     | 2 - 0     | Erzgebirge Aue   | Sportpark Höhenberg   | 28 de septiembre | 14:00     |
| Wehen Wiesbaden      | 2 - 1     | Osnabrück        | BRITA-Arena           | 28 de septiembre | 14:00     |
| Borussia Dortmund II | 1 - 2     | 1860 Múnich      | Stadion Rote Erde     | 28 de septiembre | 14:00     |
| Hannover 96 II       | 3 - 1     | Stuttgart II     | Eilenriedestadion     | 28 de septiembre | 14:00     |
| Energie Cottbus      | 4 - 1     | Saarbrücken      | LEAG Energie Stadion  | 28 de septiembre | 16:30     |
| Ingolstadt 04        | 2 - 1     | Hansa Rostock    | Audi Sportpark        | 29 de septiembre | 13:30     |
| Dinamo Dresde        | 0 - 0     | Alemannia Aachen | Rudolf-Harbig-Stadion | 29 de septiembre | 16:30     |
| Arminia Bielefeld    | 2 - 1     | Verl             | SchücoArena           | 29 de septiembre | 19:30     |

| Jornada 9            | Jornada 9 | Jornada 9         | Jornada 9                  | Jornada 9    | Jornada 9 |
| Local                | Resultado | Visitante         | Estadio                    | Fecha        | Hora      |
| -------------------- | --------- | ----------------- | -------------------------- | ------------ | --------- |
| Borussia Dortmund II | 2 - 1     | Dinamo Dresde     | Stadion Rote Erde          | 4 de octubre | 19:00     |
| Erzgebirge Aue       | 1 - 2     | Hansa Rostock     | Erzgebirgsstadion          | 5 de octubre | 14:00     |
| 1860 Múnich          | 2 - 3     | Wehen Wiesbaden   | Grünwalder Stadion         | 5 de octubre | 14:00     |
| Sandhausen           | 2 - 1     | Waldhof Mannheim  | GP Stadion am Hardtwald    | 5 de octubre | 14:00     |
| Rot-Weiss Essen      | 2 - 1     | Viktoria Colonia  | Stadion an der Hafenstraße | 5 de octubre | 14:00     |
| Verl                 | 2 - 0     | Unterhaching      | Sportclub Arena            | 5 de octubre | 14:00     |
| Alemannia Aachen     | 1 - 1     | Ingolstadt 04     | New Tivoli Stadion         | 5 de octubre | 16:30     |
| Hannover 96 II       | 0 - 0     | Energie Cottbus   | Heinz-von-Heide-Arena      | 6 de octubre | 13:30     |
| Saarbrücken          | 0 - 0     | Arminia Bielefeld | Ludwigsparkstadion         | 6 de octubre | 16:30     |
| Osnabrück            | 1 - 0     | Stuttgart II      | Bremer Brücke              | 6 de octubre | 19:30     |

| Jornada 10        | Jornada 10 | Jornada 10           | Jornada 10            | Jornada 10    | Jornada 10 |
| Local             | Resultado  | Visitante            | Estadio               | Fecha         | Hora       |
| ----------------- | ---------- | -------------------- | --------------------- | ------------- | ---------- |
| Waldhof Mannheim  | 3 - 0      | Erzgebirge Aue       | Carl-Benz-Stadion     | 18 de octubre | 19:00      |
| Hansa Rostock     | 1 - 2      | Alemannia Aachen     | Ostseestadion         | 19 de octubre | 14:00      |
| Ingolstadt 04     | 1 - 1      | Verl                 | Audi Sportpark        | 19 de octubre | 14:00      |
| Viktoria Colonia  | 3 - 5      | Borussia Dortmund II | Sportpark Höhenberg   | 19 de octubre | 14:00      |
| Wehen Wiesbaden   | 1 - 5      | Hannover 96 II       | BRITA-Arena           | 19 de octubre | 14:00      |
| Energie Cottbus   | 1 - 1      | Sandhausen           | LEAG Energie Stadion  | 19 de octubre | 14:00      |
| Stuttgart II      | 2 - 3      | Saarbrücken          | WIRmachenDRUCK Arena  | 19 de octubre | 16:30      |
| Dinamo Dresde     | 3 - 3      | Rot-Weiss Essen      | Rudolf-Harbig-Stadion | 20 de octubre | 13:30      |
| Arminia Bielefeld | 3 - 1      | Osnabrück            | SchücoArena           | 20 de octubre | 16:30      |
| Unterhaching      | 2 - 2      | 1860 Múnich          | Uhlsport Park         | 20 de octubre | 19:30      |

| Jornada 11           | Jornada 11 | Jornada 11       | Jornada 11                 | Jornada 11    | Jornada 11 |
| Local                | Resultado  | Visitante        | Estadio                    | Fecha         | Hora       |
| -------------------- | ---------- | ---------------- | -------------------------- | ------------- | ---------- |
| Saarbrücken          | 2 - 0      | Hansa Rostock    | Ludwigsparkstadion         | 22 de octubre | 19:00      |
| Viktoria Colonia     | 4 - 4      | Ingolstadt 04    | Sportpark Höhenberg        | 22 de octubre | 19:00      |
| Erzgebirge Aue       | 1 - 3      | Energie Cottbus  | Erzgebirgsstadion          | 22 de octubre | 19:00      |
| Borussia Dortmund II | 0 - 1      | Waldhof Mannheim | Stadion Rote Erde          | 22 de octubre | 19:00      |
| Sandhausen           | 1 - 1      | Stuttgart II     | GP Stadion am Hardtwald    | 22 de octubre | 19:00      |
| Hannover 96 II       | 1 - 4      | Arminia Bielfeld | Heinz-von-Heide-Arena      | 23 de octubre | 19:00      |
| Wehen Wiesbaden      | 1 - 0      | Dinamo Dresde    | BRITA-Arena                | 23 de octubre | 19:00      |
| Alemannia Aachen     | 3 - 1      | Unterhaching     | New Tivoli Stadion         | 23 de octubre | 19:00      |
| Rot-Weiss Essen      | 1 - 3      | Verl             | Stadion an der Hafenstraße | 23 de octubre | 19:00      |
| 1860 Múnich          | 2 - 2      | Osnabrück        | Grünwalder Stadion         | 23 de octubre | 19:00      |

| Jornada 12        | Jornada 12 | Jornada 12           | Jornada 12            | Jornada 12    | Jornada 12 |
| Local             | Resultado  | Visitante            | Estadio               | Fecha         | Hora       |
| ----------------- | ---------- | -------------------- | --------------------- | ------------- | ---------- |
| Ingolstadt 04     | 5 - 3      | Borussia Dortmund II | Audi Sportpark        | 25 de octubre | 19:00      |
| Arminia Bielefeld | 1 - 1      | Alemannia Aachen     | SchücoArena           | 26 de octubre | 14:00      |
| Osnabrück         | 1 - 1      | Saarbrücken          | Bremer Brücke         | 26 de octubre | 14:00      |
| Hansa Rostock     | 4 - 0      | Rot-Weiss Essen      | Ostseestadion         | 26 de octubre | 14:00      |
| Unterhaching      | 1 - 1      | Viktoria Colonia     | Uhlsport Park         | 26 de octubre | 14:00      |
| Dinamo Dresde     | 2 - 1      | Hannover 96 II       | Rudolf-Harbig-Stadion | 26 de octubre | 14:00      |
| Verl              | 1 - 1      | Sandhausen           | Sportclub Arena       | 26 de octubre | 16:30      |
| Energie Cottbus   | 5 - 1      | 1860 Múnich          | LEAG Energie Stadion  | 27 de octubre | 13:30      |
| Stuttgart II      | 0 - 1      | Erzgebirge Aue       | WIRmachenDRUCK Arena  | 27 de octubre | 16:30      |
| Waldhof Mannheim  | 2 - 2      | Wehen Wiesbaden      | Carl-Benz-Stadion     | 27 de octubre | 19:30      |

| Jornada 13           | Jornada 13 | Jornada 13        | Jornada 13                 | Jornada 13     | Jornada 13 |
| Local                | Resultado  | Visitante         | Estadio                    | Fecha          | Hora       |
| -------------------- | ---------- | ----------------- | -------------------------- | -------------- | ---------- |
| Viktoria Colonia     | 2 - 0      | Stuttgart II      | Sportpark Höhenberg        | 1 de noviembre | 19:00      |
| Erzgebirge Aue       | 1 - 1      | Saarbrücken       | Erzgebirgsstadion          | 2 de noviembre | 14:00      |
| Ingolstadt 04        | 1 - 1      | Dinamo Dresde     | Audi Sportpark             | 2 de noviembre | 14:00      |
| Rot-Weiss Essen      | 4 - 0      | Energie Cottbus   | Stadion an der Hafenstraße | 2 de noviembre | 14:00      |
| Sandhausen           | 0 - 3      | 1860 Múnich       | GP Stadion am Hardtwald    | 2 de noviembre | 14:00      |
| Hansa Rostock        | 2 - 0      | Osnabrück         | Ostseestadion              | 2 de noviembre | 14:00      |
| Alemannia Aachen     | 0 - 0      | Hannover 96 II    | New Tivoli Stadion         | 2 de noviembre | 16:30      |
| Unterhaching         | 1 - 1      | Waldhof Mannheim  | Uhlsport Park              | 3 de noviembre | 13:30      |
| Wehen Wiesbaden      | 0 - 0      | Arminia Bielefeld | BRITA-Arena                | 3 de noviembre | 16:30      |
| Borussia Dortmund II | 3 - 1      | Verl              | Stadion Rote Erde          | 3 de noviembre | 19:30      |

| Jornada 14        | Jornada 14 | Jornada 14           | Jornada 14              | Jornada 14      | Jornada 14 |
| Local             | Resultado  | Visitante            | Estadio                 | Fecha           | Hora       |
| ----------------- | ---------- | -------------------- | ----------------------- | --------------- | ---------- |
| Verl              | 1 - 0      | Hansa Rostock        | Sportclub Arena         | 8 de noviembre  | 19:00      |
| Osnabrück         | 0 - 3      | Dinamo Dresde        | Bremer Brücke           | 9 de noviembre  | 14:00      |
| Energie Cottbus   | 3 - 3      | Borussia Dortmund II | LEAG Energie Stadion    | 9 de noviembre  | 14:00      |
| Sandhausen        | 4 - 0      | Alemannia Aachen     | GP Stadion am Hardtwald | 9 de noviembre  | 14:00      |
| Saarbrücken       | 3 - 1      | Wehen Wiesbaden      | Ludwigsparkstadion      | 9 de noviembre  | 14:00      |
| 1860 Múnich       | 3 - 0      | Waldhof Mannheim     | Grünwalder Stadion      | 9 de noviembre  | 14:00      |
| Arminia Bielefeld | 2 - 0      | Viktoria Colonia     | SchücoArena             | 9 de noviembre  | 16:30      |
| Hannover 96 II    | 0 - 4      | Ingolstadt 04        | Heinz-von-Heide-Arena   | 10 de noviembre | 13:30      |
| Erzgebirge Aue    | 2 - 1      | Rot-Weiss Essen      | Erzgebirgsstadion       | 10 de noviembre | 16:30      |
| Stuttgart II      | 3 - 2      | Unterhaching         | WIRmachenDRUCK Arena    | 10 de noviembre | 19:30      |

| Jornada 15           | Jornada 15 | Jornada 15        | Jornada 15                 | Jornada 15      | Jornada 15 |
| Local                | Resultado  | Visitante         | Estadio                    | Fecha           | Hora       |
| -------------------- | ---------- | ----------------- | -------------------------- | --------------- | ---------- |
| Viktoria Colonia     | 0 - 1      | Energie Cottbus   | Sportpark Höhenberg        | 22 de noviembre | 19:00      |
| Hansa Rostock        | 2 - 1      | Arminia Bielefeld | Ostseestadion              | 23 de noviembre | 14:00      |
| Dinamo Dresde        | 1 - 1      | Saarbrücken       | Rudolf-Harbig-Stadion      | 23 de noviembre | 14:00      |
| Rot-Weiss Essen      | 1 - 1      | Sandhausen        | Stadion an der Hafenstraße | 23 de noviembre | 14:00      |
| Alemannia Aachen     | 1 - 1      | 1860 Múnich       | New Tivoli Stadion         | 23 de noviembre | 14:00      |
| Verl                 | 2 - 2      | Stuttgart II      | Sportclub Arena            | 23 de noviembre | 14:00      |
| Unterhaching         | 1 - 1      | Wehen Wiesbaden   | Uhlsport Park              | 23 de noviembre | 16:30      |
| Waldhof Mannheim     | 2 - 1      | Hannover 96 II    | Carl-Benz-Stadion          | 24 de noviembre | 13:30      |
| Ingolstadt 04        | 4 - 2      | Osnabrück         | Audi Sportpark             | 24 de noviembre | 16:30      |
| Borussia Dortmund II | 3 - 1      | Erzgebirge Aue    | Stadion Rote Erde          | 24 de noviembre | 19:30      |

| Jornada 16        | Jornada 16 | Jornada 16           | Jornada 16              | Jornada 16      | Jornada 16 |
| Local             | Resultado  | Visitante            | Estadio                 | Fecha           | Hora       |
| ----------------- | ---------- | -------------------- | ----------------------- | --------------- | ---------- |
| Arminia Bielefeld | 1 - 0      | Ingolstadt 04        | SchücoArena             | 29 de noviembre | 19:00      |
| Energie Cottbus   | 2 - 0      | Unterhaching         | LEAG Energie Stadion    | 30 de noviembre | 14:00      |
| Sandhausen        | 2 - 4      | Dinamo Dresde        | GP Stadion am Hardtwald | 30 de noviembre | 14:00      |
| Hannover 96 II    | 2 - 0      | Borussia Dortmund II | Eilenriedestadion       | 30 de noviembre | 14:00      |
| Erzgebirge Aue    | 2 - 5      | Verl                 | Erzgebirgsstadion       | 30 de noviembre | 14:00      |
| 1860 Múnich       | 1 - 2      | Hansa Rostock        | Grünwalder Stadion      | 30 de noviembre | 14:00      |
| Stuttgart II      | 2 - 0      | Waldhof Mannheim     | WIRmachenDRUCK Arena    | 30 de noviembre | 16:30      |
| Osnabrück         | 1 - 1      | Alemannia Aachen     | Bremer Brücke           | 1 de diciembre  | 13:30      |
| Saarbrücken       | 1 - 0      | Rot-Weiss Essen      | Ludwigsparkstadion      | 1 de diciembre  | 16:30      |
| Wehen Wiesbaden   | 3 - 1      | Viktoria Colonia     | BRITA-Arena             | 1 de diciembre  | 19:30      |

| Jornada 17           | Jornada 17 | Jornada 17        | Jornada 17                 | Jornada 17     | Jornada 17 |
| Local                | Resultado  | Visitante         | Estadio                    | Fecha          | Hora       |
| -------------------- | ---------- | ----------------- | -------------------------- | -------------- | ---------- |
| Verl                 | 1 - 1      | Saarbrücken       | Sportclub Arena            | 6 de diciembre | 19:00      |
| Ingolstadt 04        | 1 - 0      | Erzgebirge Aue    | Audi Sportpark             | 7 de diciembre | 14:00      |
| Hansa Rostock        | 1 - 0      | Sandhausen        | Ostseestadion              | 7 de diciembre | 14:00      |
| Borussia Dortmund II | 2 - 2      | Wehen Wiesbaden   | Stadion Rote Erde          | 7 de diciembre | 14:00      |
| Unterhaching         | 1 - 2      | Hannover 96 II    | Uhlsport Park              | 7 de diciembre | 14:00      |
| Waldhof Mannheim     | 0 - 1      | Energie Cottbus   | Carl-Benz-Stadion          | 7 de diciembre | 14:00      |
| Alemannia Aachen     | 2 - 1      | Stuttgart II      | New Tivoli Stadion         | 7 de diciembre | 16:30      |
| Rot-Weiss Essen      | 0 - 3      | 1860 Múnich       | Stadion an der Hafenstraße | 8 de diciembre | 13:30      |
| Dinamo Dresde        | 3 - 0      | Arminia Bielefeld | Rudolf-Harbig-Stadion      | 8 de diciembre | 16:30      |
| Viktoria Colonia     | 2 - 0      | Osnabrück         | Sportpark Höhenberg        | 8 de diciembre | 19:30      |

| Jornada 18        | Jornada 18 | Jornada 18           | Jornada 18              | Jornada 18      | Jornada 18 |
| Local             | Resultado  | Visitante            | Estadio                 | Fecha           | Hora       |
| ----------------- | ---------- | -------------------- | ----------------------- | --------------- | ---------- |
| Dinamo Dresde     | 2 - 1      | Waldhof Mannheim     | Rudolf-Harbig-Stadion   | 13 de diciembre | 19:00      |
| Stuttgart II      | 0 - 3      | Borussia Dortmund II | WIRmachenDRUCK Arena    | 14 de diciembre | 14:00      |
| Hannover 96 II    | 1 - 2      | Viktoria Colonia     | Eilenriedestadion       | 14 de diciembre | 14:00      |
| Arminia Bielefeld | 3 - 3      | Unterhaching         | SchücoArena             | 14 de diciembre | 14:00      |
| Wehen Wiesbaden   | 2 - 5      | Ingolstadt 04        | BRITA-Arena             | 14 de diciembre | 14:00      |
| Sandhausen        | 4 - 6      | Erzgebirge Aue       | GP Stadion am Hardtwald | 14 de diciembre | 14:00      |
| 1860 Múnich       | 0 - 4      | Verl                 | Grünwalder Stadion      | 14 de diciembre | 16:30      |
| Energie Cottbus   | 3 - 1      | Hansa Rostock        | LEAG Energie Stadion    | 15 de diciembre | 13:30      |
| Osnabrück         | 2 - 0      | Rot-Weiss Essen      | Bremer Brücke           | 15 de diciembre | 16:30      |
| Saarbrücken       | 1 - 1      | Alemannia Aachen     | Ludwigsparkstadion      | 15 de diciembre | 19:30      |

| Jornada 19           | Jornada 19 | Jornada 19        | Jornada 19                 | Jornada 19      | Jornada 19 |
| Local                | Resultado  | Visitante         | Estadio                    | Fecha           | Hora       |
| -------------------- | ---------- | ----------------- | -------------------------- | --------------- | ---------- |
| Ingolstadt 04        | 1 - 1      | Energie Cottbus   | Audi Sportpark             | 20 de diciembre | 19:00      |
| Erzgebirge Aue       | 3 - 1      | 1860 Múnich       | Erzgebirgsstadion          | 21 de diciembre | 14:00      |
| Borussia Dortmund II | 0 - 0      | Saarbrücken       | Stadion Rote Erde          | 21 de diciembre | 14:00      |
| Rot-Weiss Essen      | 2 - 2      | Stuttgart II      | Stadion an der Hafenstraße | 21 de diciembre | 14:00      |
| Viktoria Colonia     | 2 - 0      | Sandhausen        | Sportpark Höhenberg        | 21 de diciembre | 14:00      |
| Unterhaching         | 0 - 3      | Dinamo Dresde     | Uhlsport Park              | 21 de diciembre | 14:00      |
| Alemannia Aachen     | 0 - 0      | Wehen Wiesbaden   | New Tivoli Stadion         | 21 de diciembre | 16:30      |
| Waldhof Mannheim     | 1 - 1      | Arminia Bielefeld | Carl-Benz-Stadion          | 22 de diciembre | 13:30      |
| Verl                 | 1 - 1      | Osnabrück         | Sportclub Arena            | 22 de diciembre | 16:30      |
| Hansa Rostock        | 1 - 0      | Hannover 96 II    | Ostseestadion              | 22 de diciembre | 19:30      |

### Segunda vuelta
| Jornada 20        | Jornada 20 | Jornada 20           | Jornada 20            | Jornada 20  | Jornada 20 |
| Local             | Resultado  | Visitante            | Estadio               | Fecha       | Hora       |
| ----------------- | ---------- | -------------------- | --------------------- | ----------- | ---------- |
| Hannover 96 II    | 2 - 1      | Erzgebirge Aue       | Eilenriedestadion     | 17 de enero | 19:00      |
| Arminia Bielefeld | 0 - 2      | Energie Cottbus      | SchücoArena           | 18 de enero | 14:00      |
| Saarbrücken       | 4 - 0      | 1860 Múnich          | Ludwigsparkstadion    | 18 de enero | 14:00      |
| Stuttgart II      | 0 - 3      | Hansa Rostock        | WIRmachenDRUCK Arena  | 18 de enero | 14:00      |
| Osnabrück         | 3 - 2      | Sandhausen           | Bremer Brücke         | 18 de enero | 14:00      |
| Unterhaching      | 1 - 2      | Borussia Dortmund II | Uhlsport Park         | 18 de enero | 14:00      |
| Wehen Wiesbaden   | 0 - 1      | Verl                 | BRITA-Arena           | 18 de enero | 16:30      |
| Dinamo Dresde     | 2 - 3      | Viktoria Colonia     | Rudolf-Harbig-Stadion | 19 de enero | 13:30      |
| Alemannia Aachen  | 2 - 0      | Rot-Weiss Essen      | New Tivoli Stadion    | 19 de enero | 16:30      |
| Waldhof Mannheim  | 0 - 0      | Ingolstadt 04        | Carl-Benz-Stadion     | 19 de enero | 19:30      |

| Jornada 21           | Jornada 21 | Jornada 21        | Jornada 21                 | Jornada 21  | Jornada 21 |
| Local                | Resultado  | Visitante         | Estadio                    | Fecha       | Hora       |
| -------------------- | ---------- | ----------------- | -------------------------- | ----------- | ---------- |
| Viktoria Colonia     | 1 - 0      | Waldhof Mannheim  | Sportpark Höhenberg        | 24 de enero | 19:00      |
| Erzgebirge Aue       | 0 - 0      | Osnabrück         | Erzgebirgsstadion          | 25 de enero | 14:00      |
| Hansa Rostock        | 1 - 4      | Wehen Wiesbaden   | Ostseestadion              | 25 de enero | 14:00      |
| 1860 Múnich          | 1 - 1      | Stuttgart II      | Grünwalder Stadion         | 25 de enero | 14:00      |
| Energie Cottbus      | 1 - 1      | Dinamo Dresde     | LEAG Energie Stadion       | 25 de enero | 14:00      |
| Verl                 | 2 - 1      | Alemannia Aachen  | Sportclub Arena            | 25 de enero | 14:00      |
| Sandhausen           | 3 - 4      | Saarbrücken       | GP Stadion am Hardtwald    | 25 de enero | 16:30      |
| Rot-Weiss Essen      | 5 - 1      | Hannover 96 II    | Stadion an der Hafenstraße | 26 de enero | 13:30      |
| Ingolstadt 04        | 3 - 1      | Unterhaching      | Audi Sportpark             | 26 de enero | 16:30      |
| Borussia Dortmund II | 0 - 4      | Arminia Bielefeld | Stadion Rote Erde          | 26 de enero | 19:30      |

| Jornada 22           | Jornada 22 | Jornada 22      | Jornada 22            | Jornada 22   | Jornada 22 |
| Local                | Resultado  | Visitante       | Estadio               | Fecha        | Hora       |
| -------------------- | ---------- | --------------- | --------------------- | ------------ | ---------- |
| Alemannia Aachen     | 0 - 0      | Energie Cottbus | New Tivoli Stadion    | 31 de enero  | 19:00      |
| Borussia Dortmund II | 0 - 2      | Hansa Rostock   | Stadion Rote Erde     | 1 de febrero | 14:00      |
| Ingolstadt 04        | 1 - 0      | Saarbrücken     | Audi Sportpark        | 1 de febrero | 14:00      |
| Waldhof Mannheim     | 2 - 2      | Verl            | Carl-Benz-Stadion     | 1 de febrero | 14:00      |
| Wehen Wiesbaden      | 2 - 0      | Stuttgart II    | BRITA-Arena           | 1 de febrero | 14:00      |
| Dinamo Dresde        | 2 - 1      | Erzgebirge Aue  | Rudolf-Harbig-Stadion | 1 de febrero | 14:00      |
| Viktoria Colonia     | 1 - 2      | 1860 Múnich     | Sportpark Höhenberg   | 1 de febrero | 16:30      |
| Arminia Bielefeld    | 1 - 2      | Rot-Weiss Essen | SchücoArena           | 2 de febrero | 13:30      |
| Unterhaching         | 2 - 3      | Osnabrück       | Uhlsport Park         | 2 de febrero | 16:30      |
| Hannover 96 II       | 2 - 2      | Sandhausen      | Eilenriedestadion     | 2 de febrero | 19:30      |

| Jornada 23      | Jornada 23 | Jornada 23           | Jornada 23                 | Jornada 23   | Jornada 23 |
| Local           | Resultado  | Visitante            | Estadio                    | Fecha        | Hora       |
| --------------- | ---------- | -------------------- | -------------------------- | ------------ | ---------- |
| Sandhausen      | 1 - 0      | Arminia Bielefeld    | GP Stadion am Hardtwald    | 7 de febrero | 19:00      |
| Saarbrücken     | 2 - 1      | Waldhof Mannheim     | Ludwigsparkstadion         | 8 de febrero | 14:00      |
| Erzgebirge Aue  | 1 - 1      | Alemannia Aachen     | Erzgebirgsstadion          | 8 de febrero | 14:00      |
| Energie Cottbus | 2 - 1      | Wehen Wiesbaden      | LEAG Energie Stadion       | 8 de febrero | 14:00      |
| Rot-Weiss Essen | 1 - 1      | Unterhaching         | Stadion an der Hafenstraße | 8 de febrero | 14:00      |
| Stuttgart II    | 2 - 1      | Dinamo Dresde        | WIRmachenDRUCK Arena       | 8 de febrero | 14:00      |
| 1860 Múnich     | 1 - 1      | Ingolstadt 04        | Grünwalder Stadion         | 8 de febrero | 16:30      |
| Hansa Rostock   | 1 - 1      | Viktoria Colonia     | Ostseestadion              | 9 de febrero | 13:30      |
| Verl            | 1 - 0      | Hannover 96 II       | Sportclub Arena            | 9 de febrero | 16:30      |
| Osnabrück       | 1 - 0      | Borussia Dortmund II | Bremer Brücke              | 9 de febrero | 19:30      |

| Jornada 24           | Jornada 24 | Jornada 24       | Jornada 24            | Jornada 24    | Jornada 24 |
| Local                | Resultado  | Visitante        | Estadio               | Fecha         | Hora       |
| -------------------- | ---------- | ---------------- | --------------------- | ------------- | ---------- |
| Viktoria Colonia     | 3 - 1      | Alemannia Aachen | Sportpark Höhenberg   | 14 de febrero | 19:00      |
| Waldhof Mannheim     | 5 - 0      | Hansa Rostock    | Carl-Benz-Stadion     | 15 de febrero | 14:00      |
| Ingolstadt 04        | 1 - 1      | Stuttgart II     | Audi Sportpark        | 15 de febrero | 14:00      |
| Hannover 96 II       | 1 - 5      | Osnabrück        | Eilenriedestadion     | 15 de febrero | 14:00      |
| Wehen Wiesbaden      | 1 - 3      | Rot-Weiss Essen  | BRITA-Arena           | 15 de febrero | 14:00      |
| Arminia Bielefeld    | 2 - 1      | Erzgebirge Aue   | SchücoArena           | 15 de febrero | 14:00      |
| Borussia Dortmund II | 1 - 0      | Sandhausen       | Stadion Rote Erde     | 15 de febrero | 16:30      |
| Unterhaching         | 2 - 0      | Saarbrücken      | Uhlsport Park         | 16 de febrero | 13:30      |
| Energie Cottbus      | 1 - 0      | Verl             | LEAG Energie Stadion  | 16 de febrero | 16:30      |
| Dinamo Dresde        | 5 - 2      | 1860 Múnich      | Rudolf-Harbig-Stadion | 16 de febrero | 19:30      |

| Jornada 25       | Jornada 25 | Jornada 25           | Jornada 25                 | Jornada 25    | Jornada 25 |
| Local            | Resultado  | Visitante            | Estadio                    | Fecha         | Hora       |
| ---------------- | ---------- | -------------------- | -------------------------- | ------------- | ---------- |
| 1860 Múnich      | 0 - 3      | Arminia Bielefeld    | Grünwalder Stadion         | 21 de febrero | 19:00      |
| Hansa Rostock    | 1 - 0      | Dinamo Dresde        | Ostseestadion              | 22 de febrero | 14:00      |
| Erzgebirge Aue   | 1 - 0      | Unterhaching         | Erzgebirgsstadion          | 22 de febrero | 14:00      |
| Alemannia Aachen | 2 - 2      | Borussia Dortmund II | New Tivoli Stadion         | 22 de febrero | 14:00      |
| Rot-Weiss Essen  | 2 - 0      | Ingolstadt 04        | Stadion an der Hafenstraße | 22 de febrero | 14:00      |
| Verl             | 1 - 1      | Viktoria Colonia     | Sportclub Arena            | 22 de febrero | 14:00      |
| Saarbrücken      | 4 - 1      | Hannover 96 II       | Ludwigsparkstadion         | 22 de febrero | 16:30      |
| Stuttgart II     | 2 - 0      | Energie Cottbus      | WIRmachenDRUCK Arena       | 23 de febrero | 13:30      |
| Osnabrück        | 1 - 1      | Waldhof Mannheim     | Bremer Brücke              | 23 de febrero | 16:30      |
| Sandhausen       | 0 - 1      | Wehen Wiesbaden      | GP Stadion am Hardtwald    | 23 de febrero | 19:30      |

| Jornada 26           | Jornada 26 | Jornada 26       | Jornada 26            | Jornada 26    | Jornada 26 |
| Local                | Resultado  | Visitante        | Estadio               | Fecha         | Hora       |
| -------------------- | ---------- | ---------------- | --------------------- | ------------- | ---------- |
| Viktoria Colonia     | 1 - 2      | Saarbrücken      | Sportpark Höhenberg   | 28 de febrero | 19:00      |
| Energie Cottbus      | 1 - 2      | Osnabrück        | LEAG Energie Stadion  | 1 de marzo    | 14:00      |
| Borussia Dortmund II | 0 - 1      | Rot-Weiss Essen  | Stadion Rote Erde     | 1 de marzo    | 14:00      |
| Ingolstadt 04        | 2 - 1      | Sandhausen       | Audi Sportpark        | 1 de marzo    | 14:00      |
| Hannover 96 II       | 1 - 3      | 1860 Múnich      | Eilenriedestadion     | 1 de marzo    | 14:00      |
| Wehen Wiesbaden      | 0 - 2      | Erzgebirge Aue   | BRITA-Arena           | 1 de marzo    | 14:00      |
| Dinamo Dresde        | 3 - 0      | Verl             | Rudolf-Harbig-Stadion | 1 de marzo    | 16:30      |
| Waldhof Mannheim     | 2 - 1      | Alemannia Aachen | Carl-Benz-Stadion     | 2 de marzo    | 13:30      |
| Arminia Bielefeld    | 4 - 1      | Stuttgart II     | SchücoArena           | 2 de marzo    | 19:30      |
| Unterhaching         | 0 - 2      | Hansa Rostock    | Uhlsport Park         | 7 de mayo     | 19:00      |

| Jornada 27       | Jornada 27 | Jornada 27           | Jornada 27                 | Jornada 27 | Jornada 27 |
| Local            | Resultado  | Visitante            | Estadio                    | Fecha      | Hora       |
| ---------------- | ---------- | -------------------- | -------------------------- | ---------- | ---------- |
| Osnabrück        | 0 - 1      | Wehen Wiesbaden      | Bremer Brücke              | 7 de marzo | 19:00      |
| Saarbrücken      | 2 - 1      | Energie Cottbus      | Ludwigsparkstadion         | 8 de marzo | 14:00      |
| Stuttgart II     | 2 - 1      | Hannover 96 II       | WIRmachenDRUCK Arena       | 8 de marzo | 14:00      |
| Sandhausen       | 2 - 2      | Unterhaching         | GP Stadion am Hardtwald    | 8 de marzo | 14:00      |
| Hansa Rostock    | 2 - 0      | Ingolstadt 04        | Ostseestadion              | 8 de marzo | 14:00      |
| Alemannia Aachen | 0 - 1      | Dinamo Dresde        | New Tivoli Stadion         | 8 de marzo | 14:00      |
| Verl             | 2 - 1      | Arminia Bielefeld    | Sportclub Arena            | 8 de marzo | 16:30      |
| 1860 Múnich      | 1 - 0      | Borussia Dortmund II | Grünwalder Stadion         | 9 de marzo | 13:30      |
| Erzgebirge Aue   | 2 - 1      | Viktoria Colonia     | Erzgebirgsstadion          | 9 de marzo | 16:30      |
| Rot-Weiss Essen  | 1 - 0      | Waldhof Mannheim     | Stadion an der Hafenstraße | 9 de marzo | 19:30      |

| Jornada 28        | Jornada 28 | Jornada 28           | Jornada 28            | Jornada 28  | Jornada 28 |
| Local             | Resultado  | Visitante            | Estadio               | Fecha       | Hora       |
| ----------------- | ---------- | -------------------- | --------------------- | ----------- | ---------- |
| Stuttgart II      | 1 - 2      | Osnabrück            | WIRmachenDRUCK Arena  | 11 de marzo | 19:00      |
| Unterhaching      | 1 - 2      | Verl                 | Uhlsport Park         | 11 de marzo | 19:00      |
| Arminia Bielefeld | 3 - 1      | Saarbrücken          | SchücoArena           | 11 de marzo | 19:00      |
| Ingolstadt 04     | 0 - 3      | Alemannia Aachen     | Audi Sportpark        | 11 de marzo | 19:00      |
| Energie Cottbus   | 2 - 2      | Hannover 96 II       | LEAG Energie Stadion  | 11 de marzo | 19:00      |
| Waldhof Mannheim  | 3 - 2      | Sandhausen           | Carl-Benz-Stadion     | 12 de marzo | 19:00      |
| Viktoria Colonia  | 1 - 0      | Rot-Weiss Essen      | Sportpark Höhenberg   | 12 de marzo | 19:00      |
| Hansa Rostock     | 4 - 1      | Erzgebirge Aue       | Ostseestadion         | 12 de marzo | 19:00      |
| Wehen Wiesbaden   | 0 - 0      | 1860 Múnich          | BRITA-Arena           | 12 de marzo | 19:00      |
| Dinamo Dresde     | 0 - 0      | Borussia Dortmund II | Rudolf-Harbig-Stadion | 12 de marzo | 19:00      |

| Jornada 29           | Jornada 29 | Jornada 29        | Jornada 29                 | Jornada 29  | Jornada 29 |
| Local                | Resultado  | Visitante         | Estadio                    | Fecha       | Hora       |
| -------------------- | ---------- | ----------------- | -------------------------- | ----------- | ---------- |
| Saarbrücken          | 0 - 2      | Stuttgart II      | Ludwigsparkstadion         | 14 de marzo | 19:00      |
| Verl                 | 1 - 4      | Ingolstadt 04     | Sportclub Arena            | 15 de marzo | 14:00      |
| Rot-Weiss Essen      | 1 - 1      | Dinamo Dresde     | Stadion an der Hafenstraße | 15 de marzo | 14:00      |
| Osnabrück            | 0 - 1      | Arminia Bielefeld | Bremer Brücke              | 15 de marzo | 14:00      |
| Hannover 96 II       | 3 - 2      | Wehen Wiesbaden   | Eilenriedestadion          | 15 de marzo | 14:00      |
| Borussia Dortmund II | 1 - 1      | Viktoria Colonia  | Stadion Rote Erde          | 15 de marzo | 14:00      |
| 1860 Múnich          | 2 - 1      | Unterhaching      | Grünwalder Stadion         | 15 de marzo | 16:30      |
| Sandhausen           | 0 - 1      | Energie Cottbus   | GP Stadion am Hardtwald    | 16 de marzo | 13:30      |
| Erzgebirge Aue       | 0 - 1      | Waldhof Mannheim  | Erzgebirgsstadion          | 16 de marzo | 16:30      |
| Alemannia Aachen     | 2 - 1      | Hansa Rostock     | New Tivoli Stadion         | 16 de marzo | 19:30      |

| Jornada 30        | Jornada 30 | Jornada 30           | Jornada 30            | Jornada 30  | Jornada 30 |
| Local             | Resultado  | Visitante            | Estadio               | Fecha       | Hora       |
| ----------------- | ---------- | -------------------- | --------------------- | ----------- | ---------- |
| Verl              | 3 - 0      | Rot-Weiss Essen      | Sportclub Arena       | 28 de marzo | 19:00      |
| Osnabrück         | 1 - 0      | 1860 Múnich          | Bremer Brücke         | 29 de marzo | 14:00      |
| Waldhof Mannheim  | 0 - 0      | Borussia Dortmund II | Carl-Benz-Stadion     | 29 de marzo | 14:00      |
| Hansa Rostock     | 0 - 0      | Saarbrücken          | Ostseestadion         | 29 de marzo | 14:00      |
| Unterhaching      | 0 - 2      | Alemannia Aachen     | Uhlsport Park         | 29 de marzo | 14:00      |
| Energie Cottbus   | 1 - 0      | Erzgebirge Aue       | LEAG Energie Stadion  | 29 de marzo | 14:00      |
| Arminia Bielefeld | 2 - 2      | Hannover 96 II       | SchücoArena           | 29 de marzo | 16:30      |
| Ingolstadt 04     | 3 - 1      | Viktoria Colonia     | Audi Sportpark        | 30 de marzo | 13:30      |
| Dinamo Dresde     | 2 - 0      | Wehen Wiesbaden      | Rudolf-Harbig-Stadion | 30 de marzo | 16:30      |
| Stuttgart II      | 2 - 1      | Sandhausen           | WIRmachenDRUCK Arena  | 30 de marzo | 19:30      |

| Jornada 31           | Jornada 31 | Jornada 31        | Jornada 31                 | Jornada 31 | Jornada 31 |
| Local                | Resultado  | Visitante         | Estadio                    | Fecha      | Hora       |
| -------------------- | ---------- | ----------------- | -------------------------- | ---------- | ---------- |
| Hannover 96 II       | 2 - 3      | Dinamo Dresde     | Heinz-von-Heide-Arena      | 4 de abril | 19:00      |
| Viktoria Colonia     | 3 - 1      | Unterhaching      | Sportpark Höhenberg        | 5 de abril | 14:00      |
| Erzgebirge Aue       | 2 - 1      | Stuttgart II      | Erzgebirgsstadion          | 5 de abril | 14:00      |
| Wehen Wiesbaden      | 2 - 2      | Waldhof Mannheim  | BRITA-Arena                | 5 de abril | 14:00      |
| 1860 Múnich          | 5 - 1      | Energie Cottbus   | Grünwalder Stadion         | 5 de abril | 14:00      |
| Saarbrücken          | 1 - 1      | Osnabrück         | Ludwigsparkstadion         | 5 de abril | 14:00      |
| Alemannia Aachen     | 0 - 1      | Arminia Bielefeld | New Tivoli Stadion         | 5 de abril | 16:30      |
| Borussia Dortmund II | 3 - 3      | Ingolstadt 04     | Stadion Rote Erde          | 6 de abril | 13:30      |
| Sandhausen           | 1 - 3      | Verl              | GP Stadion am Hardtwald    | 6 de abril | 16:30      |
| Rot-Weiss Essen      | 2 - 1      | Hansa Rostock     | Stadion an der Hafenstraße | 6 de abril | 19:30      |

| Jornada 32        | Jornada 32 | Jornada 32           | Jornada 32            | Jornada 32 | Jornada 32 |
| Local             | Resultado  | Visitante            | Estadio               | Fecha      | Hora       |
| ----------------- | ---------- | -------------------- | --------------------- | ---------- | ---------- |
| Waldhof Mannheim  | 0 - 2      | Unterhaching         | Carl-Benz-Stadion     | 8 de abril | 19:00      |
| Stuttgart II      | 1 - 2      | Viktoria Colonia     | WIRmachenDRUCK Arena  | 8 de abril | 19:00      |
| Arminia Bielefeld | 4 - 2      | Wehen Wiesbaden      | SchücoArena           | 8 de abril | 19:00      |
| Saarbrücken       | 2 - 0      | Erzgebirge Aue       | Ludwigsparkstadion    | 8 de abril | 19:00      |
| Hannover 96 II    | 1 - 1      | Alemannia Aachen     | Heinz-von-Heide-Arena | 8 de abril | 19:00      |
| Energie Cottbus   | 0 - 1      | Rot-Weiss Essen      | LEAG Energie Stadion  | 9 de abril | 19:00      |
| 1860 Múnich       | 2 - 0      | Sandhausen           | Grünwalder Stadion    | 9 de abril | 19:00      |
| Osnabrück         | 0 - 1      | Hansa Rostock        | Bremer Brücke         | 9 de abril | 19:00      |
| Dinamo Dresde     | 2 - 2      | Ingolstadt 04        | Rudolf-Harbig-Stadion | 9 de abril | 19:00      |
| Verl              | 0 - 1      | Borussia Dortmund II | Sportclub Arena       | 9 de abril | 19:00      |

| Jornada 33           | Jornada 33 | Jornada 33        | Jornada 33                 | Jornada 33  | Jornada 33 |
| Local                | Resultado  | Visitante         | Estadio                    | Fecha       | Hora       |
| -------------------- | ---------- | ----------------- | -------------------------- | ----------- | ---------- |
| Wehen Wiesbaden      | 1 - 1      | Saarbrücken       | BRITA-Arena                | 11 de abril | 19:00      |
| Ingolstadt 04        | 3 - 3      | Hannover 96 II    | Audi Sportpark             | 12 de abril | 14:00      |
| Unterhaching         | 2 - 2      | Stuttgart II      | Uhlsport Park              | 12 de abril | 14:00      |
| Rot-Weiss Essen      | 4 - 2      | Erzgebirge Aue    | Stadion an der Hafenstraße | 12 de abril | 14:00      |
| Hansa Rostock        | 4 - 0      | Verl              | Ostseestadion              | 12 de abril | 14:00      |
| Dinamo Dresde        | 0 - 1      | Osnabrück         | Rudolf-Harbig-Stadion      | 12 de abril | 14:00      |
| Alemannia Aachen     | 2 - 1      | Sandhausen        | New Tivoli Stadion         | 12 de abril | 16:30      |
| Waldhof Mannheim     | 0 - 3      | 1860 Múnich       | Carl-Benz-Stadion          | 13 de abril | 13:30      |
| Borussia Dortmund II | 4 - 1      | Energie Cottbus   | Stadion Rote Erde          | 13 de abril | 16:30      |
| Viktoria Colonia     | 0 - 2      | Arminia Bielefeld | Sportpark Höhenberg        | 13 de abril | 19:30      |

| Jornada 34        | Jornada 34 | Jornada 34           | Jornada 34              | Jornada 34  | Jornada 34 |
| Local             | Resultado  | Visitante            | Estadio                 | Fecha       | Hora       |
| ----------------- | ---------- | -------------------- | ----------------------- | ----------- | ---------- |
| 1860 Múnich       | 2 - 1      | Alemannia Aachen     | Grünwalder Stadion      | 19 de abril | 14:00      |
| Sandhausen        | 0 - 2      | Rot-Weiss Essen      | GP Stadion am Hardtwald | 19 de abril | 14:00      |
| Energie Cottbus   | 1 - 0      | Viktoria Colonia     | LEAG Energie Stadion    | 19 de abril | 14:00      |
| Wehen Wiesbaden   | 3 - 0      | Unterhaching         | BRITA-Arena             | 19 de abril | 14:00      |
| Arminia Bielefeld | 4 - 0      | Hansa Rostock        | SchücoArena             | 19 de abril | 14:00      |
| Stuttgart II      | 1 - 1      | Verl                 | WIRmachenDRUCK Arena    | 19 de abril | 16:30      |
| Osnabrück         | 1 - 0      | Ingolstadt 04        | Bremer Brücke           | 19 de abril | 16:30      |
| Saarbrücken       | 1 - 4      | Dinamo Dresde        | Ludwigsparkstadion      | 20 de abril | 13:30      |
| Hannover 96 II    | 1 - 1      | Waldhof Mannheim     | Eilenriedestadion       | 20 de abril | 16:30      |
| Erzgebirge Aue    | 2 - 1      | Borussia Dortmund II | Erzgebirgsstadion       | 20 de abril | 19:30      |

| Jornada 35           | Jornada 35 | Jornada 35        | Jornada 35                 | Jornada 35  | Jornada 35 |
| Local                | Resultado  | Visitante         | Estadio                    | Fecha       | Hora       |
| -------------------- | ---------- | ----------------- | -------------------------- | ----------- | ---------- |
| Hansa Rostock        | 1 - 0      | 1860 Múnich       | Ostseestadion              | 25 de abril | 19:00      |
| Viktoria Colonia     | 2 - 0      | Wehen Wiesbaden   | Sportpark Höhenberg        | 26 de abril | 14:00      |
| Dinamo Dresde        | 2 - 1      | Sandhausen        | Rudolf-Harbig-Stadion      | 26 de abril | 14:00      |
| Borussia Dortmund II | 0 - 4      | Hannover 96 II    | Stadion Rote Erde          | 26 de abril | 14:00      |
| Unterhaching         | 1 - 1      | Energie Cottbus   | Uhlsport Park              | 26 de abril | 14:00      |
| Rot-Weiss Essen      | 0 - 3      | Saarbrücken       | Stadion an der Hafenstraße | 26 de abril | 14:00      |
| Verl                 | 5 - 1      | Erzgebirge Aue    | Sportclub Arena            | 26 de abril | 16:30      |
| Ingolstadt 04        | 3 - 0      | Arminia Bielefeld | Audi Sportpark             | 27 de abril | 13:30      |
| Alemannia Aachen     | 1 - 0      | Osnabrück         | New Tivoli Stadion         | 27 de abril | 16:30      |
| Waldhof Mannheim     | 0 - 0      | Stuttgart II      | Carl-Benz-Stadion          | 27 de abril | 19:30      |

| Jornada 36        | Jornada 36 | Jornada 36           | Jornada 36              | Jornada 36 | Jornada 36 |
| Local             | Resultado  | Visitante            | Estadio                 | Fecha      | Hora       |
| ----------------- | ---------- | -------------------- | ----------------------- | ---------- | ---------- |
| Osnabrück         | 2 - 0      | Viktoria Colonia     | Bremer Brücke           | 2 de mayo  | 19:00      |
| 1860 Múnich       | 1 - 3      | Rot-Weiss Essen      | Grünwalder Stadion      | 3 de mayo  | 14:00      |
| Saarbrücken       | 4 - 3      | Verl                 | Ludwigsparkstadion      | 3 de mayo  | 14:00      |
| Stuttgart II      | 2 - 1      | Alemannia Aachen     | WIRmachenDRUCK Arena    | 3 de mayo  | 14:00      |
| Wehen Wiesbaden   | 4 - 2      | Borussia Dortmund II | BRITA-Arena             | 3 de mayo  | 14:00      |
| Sandhausen        | 0 - 3      | Hansa Rostock        | GP Stadion am Hardtwald | 3 de mayo  | 14:00      |
| Arminia Bielefeld | 1 - 1      | Dinamo Dresde        | SchücoArena             | 3 de mayo  | 16:30      |
| Energie Cottbus   | 2 - 4      | Waldhof Mannheim     | LEAG Energie Stadion    | 4 de mayo  | 13:30      |
| Erzgebirge Aue    | 1 - 0      | Ingolstadt 04        | Erzgebirgsstadion       | 4 de mayo  | 16:30      |
| Hannover 96 II    | 0 - 0      | Unterhaching         | Eilenriedestadion       | 4 de mayo  | 19:30      |

| Jornada 37           | Jornada 37 | Jornada 37        | Jornada 37                 | Jornada 37 | Jornada 37 |
| Local                | Resultado  | Visitante         | Estadio                    | Fecha      | Hora       |
| -------------------- | ---------- | ----------------- | -------------------------- | ---------- | ---------- |
| Borussia Dortmund II | 0 - 1      | Stuttgart II      | Stadion Rote Erde          | 9 de mayo  | 19:00      |
| Alemannia Aachen     | 4 - 2      | Saarbrücken       | New Tivoli Stadion         | 10 de mayo | 14:00      |
| Hansa Rostock        | 1 - 3      | Energie Cottbus   | Ostseestadion              | 10 de mayo | 14:00      |
| Verl                 | 2 - 2      | 1860 Múnich       | Sportclub Arena            | 10 de mayo | 14:00      |
| Waldhof Mannheim     | 1 - 0      | Dinamo Dresde     | Carl-Benz-Stadion          | 10 de mayo | 14:00      |
| Erzgebirge Aue       | 2 - 3      | Sandhausen        | Erzgebirgsstadion          | 10 de mayo | 14:00      |
| Ingolstadt 04        | 2 - 3      | Wehen Wiesbaden   | Audi Sportpark             | 10 de mayo | 16:30      |
| Unterhaching         | 1 - 2      | Arminia Bielefeld | Uhlsport Park              | 11 de mayo | 13:30      |
| Rot-Weiss Essen      | 3 - 1      | Osnabrück         | Stadion an der Hafenstraße | 11 de mayo | 16:30      |
| Viktoria Colonia     | 2 - 0      | Hannover 96 II    | Sportpark Höhenberg        | 11 de mayo | 19:30      |

| Jornada 38        | Jornada 38 | Jornada 38           | Jornada 38              | Jornada 38 | Jornada 38 |
| Local             | Resultado  | Visitante            | Estadio                 | Fecha      | Hora       |
| ----------------- | ---------- | -------------------- | ----------------------- | ---------- | ---------- |
| Saarbrücken       | 2 - 1      | Borussia Dortmund II | Ludwigsparkstadion      | 17 de mayo | 13:30      |
| Stuttgart II      | 1 - 1      | Rot-Weiss Essen      | WIRmachenDRUCK Arena    | 17 de mayo | 13:30      |
| Hannover 96 II    | 2 - 1      | Hansa Rostock        | Heinz-von-Heide-Arena   | 17 de mayo | 13:30      |
| Osnabrück         | 0 - 3      | Verl                 | Bremer Brücke           | 17 de mayo | 13:30      |
| Energie Cottbus   | 1 - 4      | Ingolstadt 04        | LEAG Energie Stadion    | 17 de mayo | 13:30      |
| Wehen Wiesbaden   | 2 - 1      | Alemannia Aachen     | BRITA-Arena             | 17 de mayo | 13:30      |
| Dinamo Dresde     | 3 - 0      | Unterhaching         | Rudolf-Harbig-Stadion   | 17 de mayo | 13:30      |
| 1860 Múnich       | 1 - 1      | Erzgebirge Aue       | Grünwalder Stadion      | 17 de mayo | 13:30      |
| Arminia Bielefeld | 1 - 0      | Waldhof Mannheim     | SchücoArena             | 17 de mayo | 13:30      |
| Sandhausen        | 0 - 4      | Viktoria Colonia     | GP Stadion am Hardtwald | 17 de mayo | 13:30      |

### Campeón
|                                                          |
|                                                          |
| Arminia Bielefeld 2.º título Ascendió a la 2. Bundesliga |
| También ascendió Dinamo Dresde como subcampeón.          |

## Play-off de ascenso
Los horarios corresponden al huso horario de Alemania (Hora central europea): UTC+2 en horario de verano.
| Ida; 23 de mayo de 2025 | Saarbrücken | 0:2 (0:0) | Eintracht Brunswick             | Ludwigsparkstadion, Saarbrücken                         |                                                         |
| 20:30                   |             | Reporte   | Tempelmann 49' · Rittmuller 61' | Asistencia: 15 012 espectadores Árbitro(s): Tobias Welz | Asistencia: 15 012 espectadores Árbitro(s): Tobias Welz |

| Vuelta; 27 de mayo de 2025 | Eintracht Brunswick                       | 2:2 (0:2, 0:0) (t. s.)(Global 4:2) | Saarbrücken                     | Eintracht-Stadion, Brunswick                               |                                                            |
| 20:30                      | Di Michele Sanchez 105+2' · Philippe 120' | Reporte                            | Krüger 66' (pen.) · Brünker 83' | Asistencia: 21 852 espectadores Árbitro(s): Tobias Stieler | Asistencia: 21 852 espectadores Árbitro(s): Tobias Stieler |

- Saarbrücken perdió en el resultado global por 2-4, por tanto se mantuvo en la 3. Liga.